# Longhu
För andra betydelser, se Longhu (olika betydelser).
Longhu är ett stadsdistrikt i staden Shantou i provinsen Guangdong i sydöstra Kina.
Longhu är indelat i tio stadsdelsdistrikt (jiedao).
- Jinxia (金霞街道)
- Longhua (龙华街道)
- Longteng (龙腾街道)
- Longxiang (龙祥街道)
- Outing (鸥汀街道)
- Waisha (外砂街道)
- Xinhai (新海街道)
- Xinjin (新津街道)
- Xinxi (新溪街道)
- Zhuchi (珠池街道)